# Jakob Krebs
Jakob Krebs (* 1978 in Berlin) ist ein deutscher Film- und Fernsehproduzent und seit 2022 für Real Film Berlin tätig. Es produzierte unter anderem von 2013 bis 2020 die ZDF-Krimiserie Soko Wismar.

## Leben
Krebs absolvierte Studien der Filmwissenschaft und Nordamerikanistik an der Freien Universität Berlin mit dem Studienabschluss Magister Artium im Jahr 2004. Bereits während seines Studiums war er als Drehbuchlektor für verschiedene Fernseh- und Filmproduktionsfirmen tätig.
Seit 2006 arbeitete er als Produzent für den Bereich „fiktionale Stoffe“ bei der Cinecentrum in Berlin. Unter anderem betreute er die Produktionen der Fernsehfilme Die Zeit der Kraniche (MDR/ORF), Ein Fall von Liebe – Saubermänner, Ein Fall von Liebe – Annas Baby (ARD Degeto/MDR) und Vater aus heiterem Himmel für das ZDF (Regie Ulli Baumann). Seit 2013 ist er Produzent für die ZDF-Krimiserie Soko Wismar; im Jahr 2014 betreute er die Vorabendserie Ein Fall von Liebe (ARD).
Für den ZDF-Thriller Ein verhängnisvoller Plan unter der Regie von Ed Herzog erhielt er 2019 auf dem Filmfest München den Bernd-Burgemeister-Fernsehpreis für den besten Fernsehfilm aus der Reihe „Neues Deutsches Fernsehen“.
Seit 2022 ist er für Real Film Berlin tätig und verantwortete als Produzent die Fernsehfilme Lehrer kann jeder! sowie Ein Sommer auf Langeoog. 2023 folgten die sechsteilige ZDF-Serie Mandat für Mai sowie zwei Teile der TV-Reihe Neuer Wind im Alten Land (AT).